# アルノルト・シュヴァスマン
アルノルト・シュヴァスマン（Friedrich Karl Arnold Schwassmann、1870年5月25日-1964年1月19日）は、ドイツの天文学者。
アルノ・ヴァハマンとともに、シュワスマン・ワハマン第1彗星 (29P)、シュワスマン・ワハマン第2彗星 (31P)、シュワスマン・ワハマン第3彗星 (73P) という3つの周期彗星を発見した。またヴァハマン、レスリー・ペルチャーとともに、非周期彗星ペルチャー・シュワスマン・ワハマン彗星 (C/1930 D1) も発見した。
また1898年から1932年にかけて22個の小惑星を発見し、そのうち13個はマックス・ヴォルフとともに発見している。